# 定山渓大橋

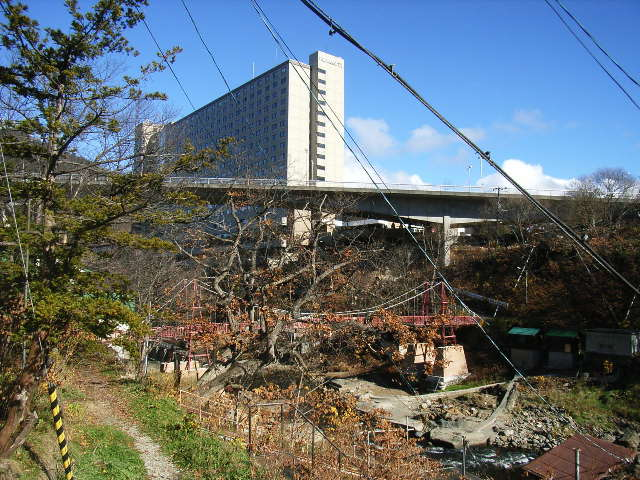
定山渓大橋（上）と高山橋（下）（2004年11月）

定山渓大橋（じょうざんけいおおはし）は、札幌市の豊平川にかかる橋。

## 概要
北海道道1号小樽定山渓線の橋であり、定山渓温泉にある。
橋の欄干中央部には、高橋剛による一対のブロンズ製彫刻作品「緑の女神」が設置されている。
橋の下には人道橋の高山橋がある。

## 歴史
温泉街中心部には月見橋があるが、1952年（昭和27年）に当時の豊平町が架けた橋は幅員6mと狭く周辺道路も狭かったため、新たな橋を架けることが悲願であった。豊平町が札幌市と合併した後も都市計画決定されていたが、なかなか進展しなかった。1974年（昭和49年）に道道小樽定山渓線が錦橋ルートから現在のルートに変更することが決まると橋の建設計画が具体化し、調査費が計上された。地質調査や温泉源への影響などを慎重に調査した結果、工法は札幌市施工では初となるディビダーク工法が採用された。
4年間で約8億1,800万円の事業費をかけ、1978年（昭和53年）9月28日に渡橋式が行われた。定山渓大橋の開通により温泉街への利便性が向上し、小樽方面への交通も改善された。